# Familia (álbum de Camila Cabello)
Familia é o terceiro álbum de estúdio da cantora e compositora cubana-mexicana e americana Camila Cabello, lançado em 8 de abril de 2022, através da Epic Records. Cabello escreveu o álbum durante a pandemia de COVID-19 entre 2020 e 2021 com produtores como Mike Sabath, Ricky Reed, Edgar Barrera e Cheche Alara. O álbum foi inspirado na “manifesta alegria coletiva” que Cabello sentiu com sua família durante a pandemia e trata de se conectar com as raízes latina-americanas da cantora. Familia contém participações de Willow, Ed Sheeran, Maria Becerra e Youtel.
Três singles precederam o álbum: o primeiro single "Don't Go Yet" entrou nas paradas em vários países, alcançando o número 42 na Billboard Hot 100. Foi seguido por "Bam Bam", com participação do cantor e compositor britânico Ed Sheeran, que alcançou o número 23 na Hot 100, número 8 no UK Singles Chart, e número 10 na Billboard Global 200 e Canadian Hot 100. Para promover o álbum, Cabello realizou um show virtual no TikTok, intitulado Familia: Welcome to the Family em 7 de abril de 2022.

## Antecedentes
Em dezembro de 2019, Camila Cabello lançou seu segundo álbum de estúdio, Romance, que se concentra principalmente no tema do amor. Ele estreou entre os três primeiros na Billboard 200. Ela lançou canções colaborativas com outros artistas no mesmo ano, como "Señorita" com Shawn Mendes e "My Oh My" com DaBaby. Em 14 de julho de 2021, Cabello especulou pela primeira vez novas canções, usando sua conta do Instagram, compartilhando uma foto de seu rosto junto com a legenda "listos?" que traduz do espanhol para o português como "Pronto?". Em 16 de julho de 2021, ela anunciou através de suas contas nas redes sociais que o primeiro single do álbum, "Don't Go Yet" seria lançado em 23 de julho. No mesmo dia, ela confirmou o título do álbum.
Definitivamente, há algumas surpresas no álbum, perspectivas das quais as pessoas não me ouviram antes, coisas sobre as quais eu não falei antes. E sonoramente, um novo tipo de paisagem para mim que se baseia em muitas das minhas raízes, sou cubana-mexicana. Desenho da minha infância. — Cabello sobre o conteúdo e inspiração do álbum, Released
Durante uma entrevista exclusiva com Enrique Santos, Cabello especulou uma faixa intitulada "Lola" que contém participação do cantor cubano Yotuel. Durante uma entrevista em julho de 2021 com LOS40, a cantora revelou que há canções neste disco "que são apenas em espanhol e que têm um som completamente diferente" do seu trabalho anterior. Em 21 de fevereiro de 2022, Cabello anunciou o segundo single do álbum, "Bam Bam", com participação do cantor britânico Ed Sheeran, que foi lançado em 4 de março. Em 3 de março, ela confirmou que Familia seria lançado em 8 de abril de 2022. Uma semana antes do lançamento do álbum, em 31 de março, Cabello revelou a lista de faixas do álbum em suas redes sociais.

## Concepção
Todo esse álbum para mim foi inspirado por duas coisas: família e comida. Sua família de sangue, mas também sua família escolhida. Com quem você quer partir o pão. Com quem você quer se sentar à mesa de jantar, cozinhar uma refeição, beber vinho e dançar na sala de estar. Para mim, esses são os momentos que me fazem feliz por estar viva, esses momentos de alegria coletiva e verdadeira vulnerabilidade e conexão com outras pessoas. Momentos em que a comida que vocês cozinharam juntos alimenta sua alma, assim como o riso, a conversa e a intimidade emocional. Espero que gostem e espero que inspire muitas festas dançantes na cozinha com bebidas alcoólicas para você e sua família

Camila Cabello introduzindo Familia, Twitter
Familia significa "família" na língua espanhola. De acordo com Cabello, o álbum é sobre se conectar com suas raízes. Foi influenciada pela "manifesta alegria coletiva" que ela sentiu durante a pandemia de COVID-19, decorrente das "experiências semelhantes de conexão" que ela tem com sua família. Durante uma entrevista em julho de 2021 à Apple Music, a cantora explicou que o conceito do álbum envolve "um tema semelhante de estar junto com os entes queridos" e que ela surgiu com o tema depois de ficar isolada em casa devido à pandemia em 2020. Ao longo da pandemia, Cabello "se aproximou de suas raízes e priorizou sua família". Camila queria que fosse "esse tipo de caso de família de forma egoísta, porque me faria feliz" e "faria minha vida melhor e é isso que eu quero". Em novembro de 2021, Camila explicou à Billboard, que muito do álbum foi inspirado em seus relacionamentos: "meus relacionamentos com minha família, meu relacionamento com meus amigos, meu relacionamento com meu parceiro... é tudo sobre conexões com outras pessoas".

## Desenvolvimento
De acordo com Cabello, Familia começou com ela e Scott Harris escrevendo uma infinidade de canções em seu quarto em Miami. Eles viajaram para Los Angeles, onde conheceram Mike Sabath e Ricky Reed, ambos que acabaram produzindo o álbum com Cheche Alara. A criação do álbum foi referenciada por Cabello como "definitivamente foi a vez em que fui mais honesta e sem filtroso", apresentando as experiências da cantora nos últimos anos que ela "não experimentou ou disse nenhuma dessas coisas antes". Cabello não sabia se iria criar um álbum inspirado na música latina, já que Familia foi originalmente concebido como música pop. No entanto, conhecer Alara e Edgar Barrera "fez parecer natural". Uma das primeiras canções que a cantora escreveu para o álbum foi "Hasta los Dientes", seguida por "La Buena Vida" e "Bam Bam". Ela descreveu o processo como "uma evolução de [seus] sentimentos e [sua] vida". Cabello foi capaz de "aproveitar o tempo para fazê-lo e escrevê-lo durante um período de um ano e meio, onde [ela] estava em um relacionamento e depois [ela] não estava". "Quiet" foi a última canção a ser incluída na lista de faixas, pois ao olhar para a formação final do Familia, Scott Harris e Cabello se sentiram inspirados a terminar a canção para garantir que ela fosse incluída.
"Lola" foi escrita enquanto o Movimento San Isidro estava ocorrendo em Cuba. A canção é uma homenagem ao movimento onde as pessoas protestaram nas ruas de Cuba contra a ditadura que existe desde 1953. Cabello contatou o cantor de "Patria y Vida" Yotuel, que escreveu sua parte de "Lola" e a enviou para Cabello. Enquanto gravava a canção, ela pensou sobre "aquela situação em [sua] vida, e quão diferente teria sido se [ela] tivesse ficado lá". Enquanto gravava "Psychofreak", Cabello teve sentimentos de vulnerabilidade e constrangimento. Ela se sentiu "muito ansiosa" no estúdio e improvisou uma letra. Quando ela terminou de gravar a faixa, ela se sentiu "terrível e envergonhada", mas depois afirmou que era uma de suas favoritas. A canção é baseada na ansiedade da cantora e na luta de tentar estar presente apesar de se sentir paranoica ou insegura.

## Composição
A primeira faixa, "Familia", é uma abertura de trompete de 17 segundos. "Celia", a segunda faixa, é cantada em espanhol, e apresenta o primo de Cabello nos vocais de fundo e um groove obscuro em tons menores. A canção é sobre um garoto se apaixonando por uma garota cubana e sua cultura latina, e é intitulada em homenagem à cantora cubana-americana Celia Cruz. A terceira canção, "Psychofreak", uma faixa de electropop e trip hop, contém participação de Willow e aborda os tópicos de saúde mental e dissociação; a canção contém referências à separação de Cabello do Fifth Harmony em 2016. A quarta faixa otimista, "Bam Bam", com participação de Ed Sheeran, é uma música pop de inspiração tropical e pop latino sobre uma produção de salsa e reggaeton.
"La Buena Vida", a quinta faixa, é uma faixa mariachi baseada em sentimentos de solidão durante um relacionamento de longa distância. A sexta canção, "Quiet", é uma faixa synth-pop que fala sobre como a proximidade física com um parceiro romântico ajuda a lidar com a ansiedade. Em "Boys Don't Cry", uma balada lenta de R&B, Cabello conforta seu amante enquanto o ajuda a se reconciliar com sua própria masculinidade. "Hasta Los Dientes", a oitava faixa, é uma canção nu-disco e reggaeton-disco que contém participação de María Becerra e se concentra em um amor obsessivo e consumidor. A nona faixa, "No Doubt", é uma canção de influência latina que tem como tema o ciúme sexual e as ansiedades que vêm com um relacionamento.
A décima faixa, "Don't Go Yet", é uma canção de amor pop e tropical latina sobre estar junto com alguém e nunca querer se separar deles. A canção é acompanhada por uma produção de influência latina composta por cordas, maracas, bateria, trompetes, guitarra flamenca e palmas sobrepostas como batidas. A décima primeira faixa, "Lola", contém participação de Yotuel, e é uma balada de jazz latino, R&B e folclórica que narra a história da menina cubana homônima Lola e as lutas de crescer com a falta de recursos e oportunidades. A faixa de encerramento, "Everyone at this Party", é uma balada acústica detalhando as consequências de um término.

## Lançamento e promoção
Ao comemorar seu aniversário de 25 anos em 3 de março de 2022, Cabello confirmou que o álbum seria lançado em 8 de abril e postou sua capa no mesmo dia. Pré-encomendas para o álbum começaram no mesmo dia. Em 11 de março, a cantora postou notas manuscritas e fotos feitas em um livreto estilo scrapbook do diário que está incluído na versão deluxe de Familia. Nele, Cabello detalha sua jornada com ansiedade, algo que a terapia a ajudou a trabalhar. Nos dias 28 e 29 de março, Cabello postou trechos de duas canções do álbum em suas redes sociais.
Familia foi lançado em 8 de abril de 2022, em lojas de varejo e plataformas de streaming, bem como no site de Cabello. Os CDs com capa alternativa foram feitos exclusivamente para a Target dos EUA. A versão softpack deluxe limitada com uma foto autografada foi disponibilizada globalmente na loja virtual da Cabello. Os LPs de vinil do álbum foram lançados em 12 de julho de 2022.

### Singles
"Don't Go Yet" serve como primeiro single de Familia. Foi lançada em 23 de julho de 2021, com seu videoclipe de acompanhamento dirigido por Philippa Price e Pilar Zeta. Foi enviada para rádios pop e rhythmic contemporary dos Estados Unidos em 27 de julho. A canção estreou e alcançou a posição 42 na Billboard Hot 100, 28 na Billboard Global 200 e 37 no UK Singles Chart, marcando o 12º hit de Cabello no Top 40 do Reino Unido. Também recebeu certificações de Ouro na França, Portugal e Suíça, e Platina na Itália e Espanha.
"Bam Bam", com participação do cantor britânico Ed Sheeran, foi anunciada como o segundo single em 21 de fevereiro de 2022 e foi lançada em 4 de março de 2022, um dia após o aniversário de 25 anos de Cabello. O videoclipe que acompanha, dirigido por Mia Barnes, estreou no mesmo dia. Na Billboard Global 200, marcou a primeira canção de Cabello no top dez, estreando no número 10 e alcançando o número 7. A canção também estreou e alcançou o número 23 na Billboard Hot 100 e alcançou o número 6 no Canadian Hot 100. No Reino Unido, "Bam Bam" estreou no UK Singles Chart no número 22, antes de subir nas próximas semanas para o número 8, marcando a quinta entrada no top 10 de Cabello.
"Psychofreak", com participação de Willow, foi lançada como o terceiro single em conjunto com o álbum e seu videoclipe dirigido por Charlotte Rutherford em 8 de abril de 2022.

### Divulgação
Cabello deu entrevistas para Enrique Santos do iHeartRadio e Zane Lowe da Apple Music, LOS40 e cantou "Bam Bam" no The Late Late Show with James Corden. Ela apareceu na capa da revista Bustle em agosto de 2021 e falou sobre o álbum. Cabello apareceu no programa The Tonight Show Starring Jimmy Fallon em 8 de abril, bem como no Saturday Night Live como convidada musical em 9 de abril. Cabello também apareceu no The Late Late Show with James Corden em um segmento Carpool Karaoke em 18 de abril.

### Apresentações ao vivo
Em 23 de julho de 2021, Cabello cantou "Don't Go Yet" pela primeira vez no The Tonight Show Starring Jimmy Fallon. Para a apresentação, Cabello foi acompanhada no palco por um grupo de dançarinos, vestidos com roupas dos anos 80. No mesmo dia, ela cantou a canção em um bar em Nova Iorque. Em 7 de setembro de 2021, Cabello cantou "Don't Go Yet" na BBC Radio 1 no Live Lounge. Em 12 de setembro, Cabello apresentou a canção no MTV Video Music Awards de 2021. Em 23 de setembro, Cabello apresentou a canção no Billboard Latin Music Awards de 2021. Em 15 de outubro de 2021, Cabello apresentou "Dont Go Yet" e "La Buena Vida" no Tiny Desk da NPR. Em 4 de março de 2022, Cabello apresentou "Bam Bam" pela primeira vez no The Late Late Show with James Corden. Em 29 de março, Cabello e Sheeran cantaram a canção pela primeira vez juntos no concerto beneficente Concert for Ukraine no Resorts World Arena em Birmingham. Cabello cantou canções do álbum no Saturday Night Live em 9 de abril, incluindo "Psychofreak" com Willow.

#### Familia: Welcome to the Family
Em 15 de março de 2022, Camila Cabello anunciou um show no TikTok intitulado Familia: Welcome to the Family, para comemorar o lançamento de Familia. A cantora cantou na plataforma de vídeo em 7 de abril de 2022. O show contou com apresentações das faixas do álbum. A performance foi descrita como uma "experiência musical imersiva e inventiva" e utilizou o XR, que ajudou a criar um mundo virtual para cada canção para "complementar a coreografia do evento, mudando cenários e figurinos".

## Recepção da crítica
| Críticas profissionais | Críticas profissionais |
| Pontuações agregadas   | Pontuações agregadas   |
| Fonte                  | Avaliação              |
| ---------------------- | ---------------------- |
| AnyDecentMusic?        | 7.0/10                 |
| Metacritic             | 76/100                 |
| Avaliações da crítica  |                        |
| Fonte                  | Avaliação              |
| AllMusic               | 4 de 5 estrelas.       |
| The Arts Desk          | 3 de 5 estrelas.       |
| Entertainment Weekly   | B                      |
| The Guardian           | 4 de 5 estrelas.       |
| The Independent        | 3 de 5 estrelas.       |
| NME                    | 4 de 5 estrelas.       |
| Pitchfork              | 7.3/10                 |
| PopMatters             | 5/10                   |
| Rolling Stone          | 4 de 5 estrelas.       |

Familia foi recebido com críticas positivas após o lançamento. No Metacritic, que atribui uma classificação normalizada de 100 a críticas de publicações profissionais, o álbum recebeu uma pontuação média de 76, com base em nove críticas, indicando "críticas geralmente favoráveis".
Avaliando positivamente para a NME, Nick Levine chamou o álbum de "o álbum mais rico e convincente de [Cabello] até agora", tendo mergulhado em sua herança e psique. Em uma crítica semelhante, o crítico da Rolling Stone, Tomás Mier, escreveu que o álbum é "um mosaico imperfeito, mas crielador da herança cubana-mexicana de Cabello". Apesar de notar as múltiplas mudanças de estilo como bastante desorientadoras, Mier elogiou as letras cruas e honestas do álbum, comparando-as com a leitura do diário da vida de Cabello. Em uma crítica para o The Guardian, Alim Kheraj elogiou os vibrantes motivos latinos do álbum—"honesto e cantarolando com intenção artística"—e observou o tema recorrente de "auto-sabotagem e paranóia".
Escrevendo para a Pitchfork, Olivia Horn elogiou Cabello por embarcar em uma "exploração mais imersiva de sua herança musical" no Familia e "abandonar a abordagem de porta giratória" de seus dois álbuns anteriores em favor de trabalhar com um grupo menor de "veteranos do pop latino ". Nos vocais de Cabello, Horn esccrieu que "mesmo quando ela está brava, Camila parece estar se divertindo".

## Lista de faixas
| Familia — Edição padrão |                                                  |                                                                        |                       |         |  |
| N.º                     | Título                                           | Compositor(es)                                                         | Produtor(es)          | Duração |  |
| 1.                      | "Familia"                                        | Mike Cordone                                                           | Ricky Reed            | 0:18    |  |
| 2.                      | "Celia"                                          | Camila Cabello Eric Frederic Jose Castillo Edgar Barrera Carolina Bern | Reed Castillo Barrera | 2:33    |  |
| 3.                      | "Psychofreak" (com part. de Willow)              | Cabello Willow Smith Tom Peyton Frederic Scott Harris                  | Reed Peyton           | 3:21    |  |
| 4.                      | "Bam Bam" (com part. de Ed Sheeran)              | Cabello Sheeran Harris Frederic Barrera Cheche Alara                   | Reed Barrera Alara    | 3:26    |  |
| 5.                      | "La Buena Vida"                                  | Cabello Frederic Barrera Alara                                         | Alara Barrera Reed    | 3:17    |  |
| 6.                      | "Quiet"                                          | Cabello Harris Frederic                                                | Reed Harris           | 2:43    |  |
| 7.                      | "Boys Don't Cry"                                 | Cabello Jonah Shy Harris Frederic                                      | Reed Harris           | 3:43    |  |
| 8.                      | "Hasta los Dientes" (com part. de María Becerra) | Cabello María Becerra Barrera Frederic Daniel Real                     | Reed Barrera          | 3:08    |  |
| 9.                      | "No Doubt"                                       | Cabello Frederic Mike Sabath Harris                                    | Reed Sabath           | 3:11    |  |
| 10.                     | "Don't Go Yet"                                   | Cabello Frederic Sabath Harris                                         | Reed Sabath           | 2:45    |  |
| 11.                     | "Lola" (com part. de Yotuel)                     | Cabello Yotuel Harris Sabath                                           | Harris Sabath         | 3:05    |  |
| 12.                     | "Everyone at This Party"                         | Cabello Harris Frederic                                                | Reed                  | 2:49    |  |
| Duração total:          | Duração total:                                   | Duração total:                                                         | Duração total:        | 34:20   |  |

## Desempenho nas tabelas musicais

### Tabelas semanais
| Tabela musical (2022)                 | Melhor posição |
| ------------------------------------- | -------------- |
| Alemanha (Offizielle Deutsche Charts) | 27             |
| Austrália (ARIA)                      | 27             |
| Áustria (Ö3 Austria Top 40)           | 22             |
| Bélgica (Ultratop Flandres)           | 21             |
| Bélgica (Ultratop Valônia)            | 23             |
| Canadá (Billboard)                    | 6              |
| Dinamarca (Hitlisten)                 | 21             |
| Escócia (Official Scottish Albums)    | 8              |
| Espanha (PROMUSICAE)                  | 4              |
| Estados Unidos (Billboard 200)        | 10             |
| Finlândia (Suomen virallinen lista)   | 17             |
| França (SNEP)                         | 43             |
| Irlanda (Official Irish Albums)       | 36             |
| Itália (FIMI)                         | 19             |
| Japão (Billboard Japan Hot Albums)    | 49             |
| Japão (Oricon)                        | 57             |
| Lituânia (AGATA)                      | 17             |
| Noruega (VG-lista)                    | 7              |
| Nova Zelândia (RMNZ)                  | 26             |
| Países Baixos (Dutch Charts)          | 9              |
| Polónia (ZPAV)                        | 25             |
| Portugal (AFP)                        | 8              |
| Reino Unido (Official Albums Chart)   | 9              |
| Suécia (Sverigetopplistan)            | 19             |
| Suíça (Schweizer Hitparade)           | 13             |

## Histórico de lançamento
| Região | Data                | Formato(s)                            | Gravadora | Ref.   |
| ------ | ------------------- | ------------------------------------- | --------- | ------ |
| Várias | 8 de abril de 2022  | Cassete CD download digital streaming | Epic      | [ 29 ] |
| Várias | 12 de julho de 2022 | Vinil                                 | Epic      | [ 32 ] |